# Fislis
Fislis  es una localidad y comuna francesa, situada en el departamento de Alto Rin, en la región  de Alsacia.

## Demografía
| 307 | 322 | 365 | 376 | 380 | 386 |
| Para los censos de 1962 a 1999 la población legal corresponde a la población sin duplicidades (Fuente: INSEE [Consultar]) |     |     |     |     |     |